# Den Italienske Sti
Den Italienske Sti er en af flere markerede vandrestier i den fredede del af Mols Bjerge på det sydlige Djursland i Østjylland. Navnet, Den Italienske Sti tilskrives Karen Blixen. Formentlig fik stien sit navn, fordi landskabet kan minde om et italiensk kystlandskab med enebær, gyvel, en dyb bugt og et blåt hav (Ebeltoft Vig) i baggrunden.

## Forskningsområde
Stien er del af 150 hektar naturarealer med hede, overdrev, enge og urørt løvskov under Molslaboratoriet, der er Naturhistorisk Museum i Aarhus' feltstation i Mols Bjerge. Herfra karakteriseres området som noget af den mest værdifulde natur i Danmark. Naturpleje af arealerne, der blandt andet går ud på at sikre, at det hele ikke vokser til i skov og krat, har til formål at sikre en række sjældne arter, der har det svært i det danske landskab, herunder insekter, hedder det i en informationsstander til Den Italienske Sti.
Der kan være opstillet forsøg i området, som Molslaboratoriet beder gæster om ikke at røre ved. Naturhistorisk Museum i Aarhus fik overdraget retten til at drive forskning på stedet i 1941 af ejeren, Ellen Dahl, der er Karen Blixens søster. Ti år senere blev gården, som Molslaboratoriet ligger i og de 150 hektar naturarealer, foræret til museet.

## Tilgængelighed
Hunde må medbringes i snor og kun på stierne. Ridning og cykling er tilladt på stierne. Til fods må man færdes overalt. Turen kan bl.a. startes fra Molslaboratoriet, Øvre Strandkær, som man kan finde på en GPS eller et detailkort. En tilsvarende natursti, der er delvist sammenvævet med Den italienske Sti, Strandkærstien, kan man også følge fra Øvre Strandkær. Det tager 1- 2 timer at gå turen rundt på de to stier inklusive ophold undervejs. Der er tale om ruter, som ender ved udgangspunktet. Der findes brochurer med kort og fakta om stierne og området ved Molslaboratoriet. Brochurerne er frit tilgængelige fra informationsstandere ved p-pladsen til området.
Den fredede del af Mols Bjerge er kuperet, med anlagte vandrestier og grusveje gennem området. Landskabet plejes i retning af at opnå et åbent sletteagtigt efter-istids-indtryk. Området benyttes også til skiløb, når der er sne nok. Der er en række udsigtspunkter i området i cirka 130 meters højde over havet. De mest kendte er Trehøje, Stabelhøj og Agri Baunehøj. Fra disse stenalder- og jernalderhøje kan man se ind i det sydlige Djursland, Aarhusbugten, Jylland, Ebeltoft Vig, samt en rækker andre vige og bugter i Molslandet. Der er en en del mere eller mindre billedskønne grusveje gennem det fredede Mols Bjerge tæt på Den Italienske Sti og Strandkærstien. Dybe hulninger, i form af dødishuller, bidrager sammen med de høje bakker til at gøre landskabet markant og usædvanligt.
- Den Italienske Sti i kuperede Mols Bjerge
- Klimaforsøg fra Molslaboratoriet ved Den Italienske Sti
- En færist ved Den Italienske Sti
- Visent træ ved Den Italienske Sti
- Det visne træ set nedefra
- Flagermuskasse ved Den Italienske Sti